# 星星公園
星星公園是澳門一個已消失的公園，位於氹仔嘉路士米耶馬路的西端斜坡，鄰近龍環葡韻和氹仔市區。公園佔地約3000平方米，建於1986年，名稱源自公園內的一座星形建築物。園內植有多株馬尾松，並設有兒童遊樂設施，靠山勢則有平台和岩洞。星形建築物則為一個小型的活動中心，內有乒乓球室、圖書館、自修室及兒童遊戲室。公園旁邊最初是一片紅樹林，後來的填海使紅樹林消失，變成空地；及後空地再建為運動場、遙控模型車場和單車場，供大眾進行體育運動。
至1999年澳門回歸後，公園改為中國人民解放軍駐澳門部隊離島軍營一部份，旁邊的運動場亦被拆除變回空地。空地曾作為停車場地，及有一年作為爆竹燃放區，現已闢為望德聖母灣街。